# Listă de comitate din statul Delaware

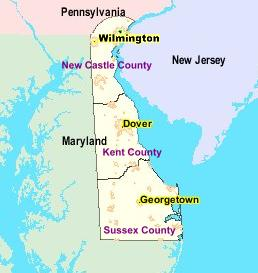
Harta statului Delaware

Această pagină este o listă de comitate din statul Delaware, Statele Unite ale Americii.
Statul Delaware de azi a fost una din cele 13 colonii ale Angliei din America de Nord care s-au răsculat împotriva dominației acesteia, participînd la Războiul de independență american și formînd ulterior Statele Unite ale Americii.
Statul de azi, care fusese numit înainte de 1776, The Lower Counties on Delaware, apoi Delaware Colony iar mai târziu State of Delaware, a păstrat aproape intactă suprafața inițială a celor 3 comitate de origine.
Aceste trei comitate sunt:
- Comitatul New Castle, în partea nordică a statului;
- Comitatul Kent, în partea de mijloc a statului și
- Comitatul Sussex, în partea sudică a statului.

| Coumitatul | Populația 1 iulie 2007 | Sediul     | Populația 1 iulie 2007 |
| ---------- | ---------------------- | ---------- | ---------------------- |
| Kent       | 152.255                | Dover      | 35.811                 |
| New Castle | 528.218                | Wilmington | 72.868                 |
| Sussex     | 184.291                | Georgetown | 5157                   |

Notă -- Toate cele trei comitate din statul Delaware (foarte asemănător cazului celor cinci comitate din statul Rhode Island) au pierdut foarte multe din funcțiile administrative ale comitatului tradițional din Anglia și Noua Anglie. Astfel se poate spune că acestea nu sunt "comitate" în sensul atribuit de definirea standard, care implică guvernare locală totală, pentru că ele au doar anumite funcții, având un tip redus guvernare.  Numele lor de comitate s-a păstrat până astăzi semnificând o împărțire geografică și istorică regională și mai puțin o formă de împărțire administrativă.